# Étienne Canaye
Pour les articles homonymes, voir Canaye.
Étienne Canaye, né le 7 septembre 1694 à Paris où il est mort le 12 mars 1782, est un écrivain français.

## Biographie
De la même famille que Jean Canaye, le jésuite qui figure dans la fameuse Conversation du maréchal d’Hocquincourt, attribuée à Saint-Évremond, Canaye s’étant destiné à l’état ecclésiastique, après avoir étudié chez les Jésuites, était allé faire sa théologie au séminaire Saint-Magloire, dirigé par les Oratoriens. Comme son père voulait lui acheter une charge de conseiller-clerc au Parlement, il n’y consentit pas et, pour couper court aux instances de sa famille, entra, en 1716, à l’Oratoire, où il espérait mener une vie studieuse et tranquille, et dont le père de la Tour, son parent, était alors général. y reçut la prêtrise et y resta douze ans, se livrant avec ardeur à l'étude des lettres et de l’antiquité. Il fut même chargé d’enseigner la philosophie au collège de Juilly et s’acquitta, de 1717 à 1722, de cette fonction avec la plus grande distinction. Cédant aux sollicitations pressantes de sa famille, il quitta l’Oratoire et rentra, en 1728, dans le monde, mais refusa de suivre la carrière de la magistrature auxquels le destinaient ses parents.
Reçu à l’Académie des inscriptions la même année, il se lia d’amitié avec Foncemagne, Fontenelle et de d’Alembert qui lui reprochaient souvent de ne pas écrire davantage, à quoi Canaye répondait qu’ « En littérature comme au théâtre, le plaisir est rarement pour les auteurs ».
L’abbé Canaye n’a laissé que trois Mémoires sur Thalès, Anaximandre et l’Aréopage publiés dans le recueil de l’Académie des belles-lettres. Les deux derniers traitent principalement de la naissance et des progrès de la philosophie ancienne. Il faut y joindre quelques Dissertations sur plusieurs livres anciens.

## Pour approfondir